# 1973 no cinema

## Eventos
- maio - O filme Ashani Sanket, do realizador indiano Satyajit Ray é distinguido com a Palma de Ouro do Festival de Cannes.

## Principais filmes produzidos
- 3 Dev Adam
- A Doll's House, de Joseph Losey, com Jane Fonda, Trevor Howard e Delphine Seyrig
- Amarcord, de Federico Fellini
- American Graffiti, de George Lucas, com Richard Dreyfuss e Ron Howard
- Ana y los lobos, de Carlos Saura, com Geraldine Chaplin
- Ashani Sanket, de Satyajit Ray
- Badlands, de Terrence Malick, com Martin Sheen e Sissy Spacek
- Battle for the Planet of the Apes, de J. Lee Thompson
- A Bigger Splash, de Jack Hazan, com David Hockney
- Breezy, de Clint Eastwood, com William Holden e Kay Lenz
- Deux hommes dans la ville, de José Giovanni, com Jean Gabin e Alain Delon
- L'emmerdeur, de Edouard Molinaro, com Lino Ventura e Jacques Brel
- Enter the Dragon, de Robert Clouse, com Bruce Lee
- The Exorcist, de William Friedkin, com Jason Miller, Max Von Sydow, Ellen Burstyn, Linda Blair e Lee J. Cobb
- Godspell, de David Greene, com Victor Garber, David Haskell
- High Plains Drifter, de Clint Eastwood, com Clint Eastwood, Verna Bloom e Mariana Hill
- La grande bouffe, de Marco Ferreri, com Marcello Mastroianni, Michel Piccoli, Philippe Noiret e Ugo Tognazzi
- Jesus Christ Superstar, de Norman Jewison, com Ted Neeley e Yvonne Elliman
- The Last Detail, de Hal Ashby, com Jack Nicholson
- Live and Let Die, de Guy Hamilton, com Roger Moore, Yaphet Kotto e Jane Seymour
- Lucky Luciano, de Francesco Rosi, com Gian Maria Volonté
- La maman et la putain, de Jean Eustache, com Jean-Pierre Léaud
- La nuit américaine, de François Truffaut, com Jacqueline Bisset
- Magnum Force, de Ted Post, com Clint Eastwood e Hal Holbrook
- O Lucky Man!, de Lindsay Anderson, com Malcolm McDowell e Ralph Richardson
- Papillon, de Franklin J. Schaffner, com Steve McQueen e Dustin Hoffman
- Réjeanne Padovani, de Denys Arcand
- Scarecrow, de Jerry Schatzberg, com Gene Hackman e Al Pacino
- Scener ur ett äktenskap, de Ingmar Bergman, com Liv Ullmann, Erland Josephson e Bibi Andersson
- Serpico, de Sidney Lumet, com Al Pacino
- Sleeper, de e com Woody Allen e com Diane Keaton
- The Mackintosh Man, de John Huston, com Paul Newman e Dominique Sanda
- The Sting, de George Roy Hill, com Paul Newman e Robert Redford
- Toda Nudez Será Castigada, de Arnaldo Jabor, com Paulo Porto e Paulo César Pereio
- The Way We Were, de Sydney Pollack, com Robert Redford e Barbra Streisand

## Nascimentos
| Data            | Nome                     | Profissão                                    | Nacionalidade  | Observações | Ref   |
| --------------- | ------------------------ | -------------------------------------------- | -------------- | ----------- | ----- |
| 27 de fevereiro | Li Bingbing              | atriz                                        | China          |             |       |
| 24 de março     | Jim Parsons              | ator (cinema e telivisão)                    | Estados Unidos |             |       |
| 2 de abril      | Roselyn Sánchez          | modelo, cantora e atriz (cinema e televisão) | Porto Rico     |             |       |
| 11 de abril     | Jennifer Esposito        | atriz                                        | Estados Unidos |             |       |
| 14 de abril     | Adrien Brody             | ator                                         | Estados Unidos |             |       |
| 26 de abril     | Jules Naudet             | diretor de cinemas                           | França         |             |       |
| 28 de abril     | Jorge Garcia             | ator (cinema e televisão)                    | Estados Unidos |             |       |
| 28 de abril     | Alex Ibarra              | Ator e Cantor                                | México         |             |       |
| 3 de maio       | Sérgio Grilo             | ator                                         | Portugal       |             | [ 1 ] |
| 17 de maio      | Sasha Alexander          | atriz                                        | Estados Unidos |             |       |
| 27 de maio      | Yorgos Lanthimos         | cineasta, produtor e roteirista              | Grécia         |             |       |
| 29 de maio      | Carlos Bonow             | ator                                         | Brasil         |             |       |
| 14 de junho     | Michael Cade             | ator                                         | Estados Unidos |             |       |
| 15 de junho     | Greg Vaughan             | ator                                         | Estados Unidos |             |       |
| 19 de junho     | Letícia Spiller          | atriz                                        | Brasil         |             |       |
| 21 de junho     | Juliette Lewis           | atriz e cantora                              | Estados Unidos |             |       |
| 3 de julho      | Patrick Wilson           | ator e cantor                                | Estados Unidos |             |       |
| 22 de Julho     | Jaime Camil              | Ator e Cantor                                | México         |             |       |
| 23 de julho     | Kathryn Hahn             | atriz                                        | Estados Unidos |             |       |
| 24 de julho     | Ana Cristina de Oliveira | modelo e actriz                              | Portugal       |             |       |
| 26 de julho     | Kate Beckinsale          | atriz                                        | Inglaterra     |             |       |
| 3 de agosto     | Isabel Fillardis         | atriz                                        | Brasil         |             |       |
| 6 de agosto     | Vanessa Gerbelli         | atriz                                        | Brasil         |             |       |
| 24 de agosto    | Dalila Carmo             | atriz                                        | Portugal       |             |       |
| 24 de agosto    | Carmine Giovinazzo       | ator                                         | Estados Unidos |             |       |
| 4 de setembro   | Jason David Frank        | ator e lutador                               | Estados Unidos |             |       |
| 7 de setembro   | Shannon Elizabeth        | atriz                                        | Estados Unidos |             |       |
| 12 de setembro  | Paul Walker              | ator                                         | Estados Unidos | m. 2013     |       |
| 18 de setembro  | James Marsden            | ator e cantor                                | Estados Unidos |             |       |
| 3 de outubro    | Neve Campbell            | atriz                                        | Canadá         |             |       |
| 6 de outubro    | Ioan Gruffudd            | ator                                         | Reino Unido    |             |       |
| 1 de novembro   | Aishwarya Rai            | atriz, modelo                                | Índia          |             |       |
| 13 de novembro  | Jordan Bridges           | ator                                         | Estados Unidos |             |       |
| 30 de dezembro  | Jason Behr               | ator                                         | Estados Unidos |             |       |

## Mortes
| Data           | Nome                 | Profissão                             | Nacionalidade  | Observações | Ref |
| -------------- | -------------------- | ------------------------------------- | -------------- | ----------- | --- |
| 26 de janeiro  | Edward G. Robinson   | ator                                  | Estados Unidos | n. 1893     |     |
| 10 de março    | Robert Siodmak       | cineasta                              | Estados Unidos | n. 1900     |     |
| 12 de abril    | Arthur Freed         | compositor e produtor cinematográfico | Estados Unidos | n. 1894     |     |
| 12 de maio     | Frances Marion       | roteirista, autora e jornalista       | Estados Unidos | n. 1888     |     |
| 29 de maio     | P. Ramlee            | ator e cineasta                       | Malásia        | n. 1929     |     |
| 7 de julho     | Veronica Lake        | atriz                                 | Estados Unidos | n. 1922     |     |
| 11 de julho    | Robert Ryan          | ator                                  | Estados Unidos | n. 1909     |     |
| 18 de julho    | Jack Hawkins         | ator                                  | Estados Unidos | n. 1910     |     |
| 20 de julho    | Bruce Lee            | ator                                  | Estados Unidos | n. 1940     |     |
| 2 de agosto    | Jean-Pierre Melville | cineasta                              | França         | n. 1917     |     |
| 31 de agosto   | John Ford            | cineasta                              | Estados Unidos | n. 1894     |     |
| 13 de setembro | Betty Field          | atriz                                 | Estados Unidos | n. 1913     |     |
| 26 de setembro | Anna Magnani         | atriz                                 | Itália         | n. 1908     |     |
| 3 de novembro  | Marc Allégret        | cineasta                              | França         | n. 1900     |     |
| 23 de novembro | Sessue Hayakawa      | ator                                  | Japão          | n. 1886     |     |
| 25 de novembro | Laurence Harvey      | ator                                  | Reino Unido    | n. 1927     |     |
| 31 de dezembro | Edward Sutherland    | cineasta                              | Estados Unidos | n. 1895     |     |